# 川主镇
川主镇，原为川主乡，是中华人民共和国四川省乐山市峨眉山市曾经下辖的一个镇。2019年12月，撤销谭坝乡，将其所属行政区域划归绥山镇管辖。

## 行政区划
川主镇撤销前下辖以下地区：
蔡郎村、杨河村、太阳村、荷叶村、东岳村、兴容村、赵河村、梧桐村、顺河村和高河村。